# Gianmarco Cangiano
Gianmarco Cangiano (Napels, 16 november 2001) is een Italiaans voetballer, die doorgaans speelt als linksbuiten. Cangiano komt uit voor Bologna FC.

## Clubcarrière
Cangiano is een jeugdspeler van AS Roma en Bologna. In het seizoen 2019/20 maakte hij de overstap naar het eerste elftal van Bologna. Op 22 juni 2020 maakte hij zijn debuut in de Serie A in de thuiswedstrijd tegen Juventus. Hij kwam acht minuten voor tijd Nicola Sansone vervangen. De wedstrijd eindigde op 0–2. Het seizoen 2020/21 werd hij uitgeleend aan Ascoli, uitkomend in de Serie B. Het daaropvolgend seizoen keerde Cangiano terug naar Bologna. In januari 2022 werd hij tot het einde van het seizoen verhuurd aan Crotone in de Serie B. Het seizoen 2022/23
zou hij op huurbasis doorbrengen bij Bari, dat ook actief was in de Serie B. Hier kwam hij niet veel aan bod en in januari 2023 werd hij door Bologna teruggehaald en verhuurd aan het Nederlandse Fortuna Sittard.

## Clubstatistieken
| Seizoen | Club       | Competitie | Competitie | Competitie | Beker | Beker | Internationaal | Internationaal | Totaal | Totaal |
| Seizoen | Club       | Competitie | Wed.       | Dlp.       | Wed.  | Dlp.  | Wed.           | Dlp.           | Wed.   | Dlp.   |
| ------- | ---------- | ---------- | ---------- | ---------- | ----- | ----- | -------------- | -------------- | ------ | ------ |
| 2019/20 | Bologna FC | Serie A    | 3          | 0          | 0     | 0     | -              | -              | 3      | 0      |
| 2020/21 | → Ascoli   | Serie B    | 25         | 1          | 0     | 0     | -              | -              | 25     | 1      |
| 2021/22 | Bologna FC | Serie A    | 0          | 0          | 0     | 0     | -              | -              | 0      | 0      |
| Totaal  | Totaal     | Totaal     | 28         | '1         | 1     | 0     | 0              | 0              | 29     | 1      |

Bijgewerkt op 17 januari 2022

## Interlandcarrière
Cangiano was Italiaans jeugdinternational.